# Franc à pied
Pour les articles homonymes, voir franc.

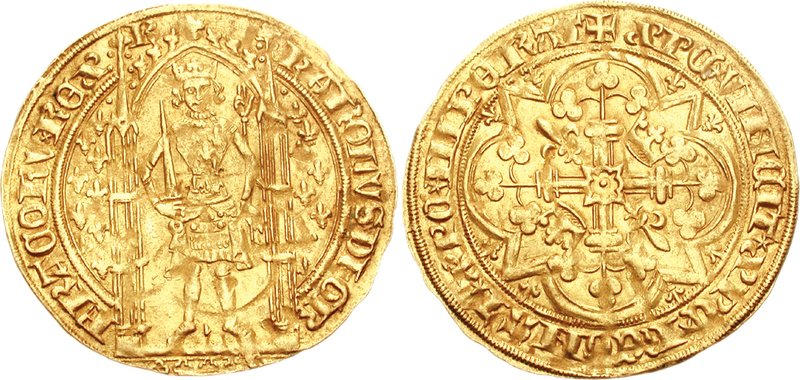
Pièce où est représenté Charles V.

À la suite du succès rencontré par un premier franc or, le franc à cheval, frappé sous le règne du roi Jean II le Bon, son fils et successeur Charles V va également faire frapper un franc or en 1365, cette devise est remplacée par le franc d'argent en 1575 sous le règne d'Henri III de France.

## Description d'un franc à pied deCharles V le Sage(1364-1380)
La pièce représente Charles V le sage couronné avec épée et main de justice, debout sous un dais gothique. Figure une inscription circulaire : KAROLVS° DI - °GRACIA° - FRAnCORV° REX, soit « Charles, par la grâce de Dieu, roi des Francs ».
Sur l'autre face on y trouve une croix feuillue avec quadrilobe en cœur, dans un quadrilobe orné de palmettes et cantonné de quatre trèfles évidés. Figure une inscription circulaire : + XP'C* VInCIT* XP'C* REGNAT* XP'C* INPERAT qui veut dire « Le Christ vainc, le Christ règne, le Christ commande ».